# Tönissteiner-Colnago (wielerploeg)/1998
Deze pagina geeft een overzicht van de Tönissteiner-Colnago-wielerploeg in 1998.

## Algemene gegevens
Sponsor: Colnago, Tönissteiner
Algemeen manager: Gérard Bulens
Ploegleiders: Willy Geukens
Fietsmerk: Colnago

## Lijst van renners
| Naam                           | Geboortedatum | Nationaliteit | Ploeg 1997        |
| ------------------------------ | ------------- | ------------- | ----------------- |
| Iñaki Barrenetxea              | 28-11-1973    | Spanje        |                   |
| Nicolas Coudray                | 03-06-1967    | Zwitserland   |                   |
| Franky De Buyst                | 22-07-1967    | België        |                   |
| Hans De Meester                | 07-08-1970    | België        | Palmans-Lystex    |
| Davy Delme                     | 16-11-1972    | België        | Neo               |
| Rino Deraedt                   | 20-02-1969    | België        |                   |
| Ken Hashikawa                  | 08-05-1970    | Japan         |                   |
| Paul Herygers                  | 11-11-1962    | België        |                   |
| Kees Hopmans                   | 31-10-1964    | Nederland     |                   |
| Jan Hordijk                    | 10-12-1974    | Nederland     | Foreldorado-Golff |
| Masahiko Mifune                | 08-01-1969    | Japan         |                   |
| Eddy Torrekens                 | 09-04-1971    | België        |                   |
|                                |               |               |                   |
| James Canevet (stagiair)       | 19-06-1976    | Frankrijk     |                   |
| Amael Donnet (stagiair)        | 14-04-1973    | Zwitserland   |                   |
| Dominique Hennebert (stagiair) | 06-01-1976    | België        |                   |
| Goswin Laplasse (stagiair)     | 29-03-1975    | België        |                   |
| Chris Pollin (stagiair)        | 01-03-1976    | België        |                   |

## Belangrijke overwinningen
| Ronde van La Rioja 4e etappe: Jan Hordijk OZ Wielerweekend 1e etappe: Hans De Meester Prix d'Armor Winnaar: Hans De Meester Kermiscross Winnaar: Paul Herygers |

1992 · 1993 · 1994 · 1995 · 1996 · 1997 · 1998 · 1999 · 2000 · 2001 · 2002 · 2003 · 2004 · 2005 · 2006 · 2007 · 2008 · 2009 · 2010 · 2011 · 2012 · 2013 · 2014